# Aframomum atewae
Aframomum atewae là một loài thực vật có hoa trong họ Gừng. Loài này được Lock & J.B.Hall mô tả khoa học đầu tiên năm 1973.